# سوبر برينسيس بيتش
سوبر برينسيس بيتش (بالإنجليزية: Super Princess Peach)‏ هي لعبة فيديو منصات تم انتاجها في سنة 2005 بعد لعبة نيو سوبر ماريو برذرز، وهي ثاني لعبة للأميرة بيتش بعد لعبة برينسيس تودستول كاسل رن والتي صدرت في سنة 1990. هذه اللعبة هي واحدة من أكثر ألعاب نينتندو مبيعات حيث وصلت إلى 1.5 مليون نسخة.